# Drepanium viride
Drepanium viride là một loài Rêu trong họ Hypnaceae. Loài này được (Hartm.) Lange mô tả khoa học đầu tiên năm 1887.